# Kunágota
Kunágota es un pueblo ubicado en el distrito de Mezőkovácsháza, condado de Békés, Hungría.

## Superficie
Posee una superficie de 63,96 kilómetros cuadrados.

## Demografía
Hasta 2022 la población era de 2306 habitantes, con una densidad de población de 36,05 habitantes por kilómetro cuadrado.